# 勞塞達特高地
64°47′S 62°30′W / 64.783°S 62.500°W
勞塞達特高地（Laussedat Heights），是南極洲的高地，位於葛拉漢地的丹科海岸，處於阿爾茨托夫斯基半島西南部，長15公里，以法國軍事工程師命名，現時由南極條約體系管理。